# World Series of Poker 2008: Battle for the Bracelets

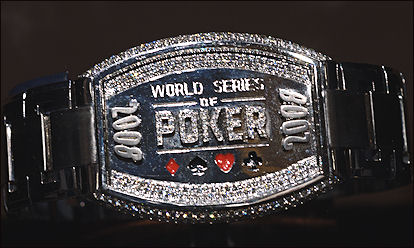
De Bracelet

World Series of Poker 2008: Battle for the Bracelets is een computerspel voor de Nintendo DS, Xbox 360, PlayStation Portable, PlayStation 3, PlayStation 2 en PC. De versie voor Nintendo DS is ontwikkeld door Farmind, de andere versies zijn ontwikkeld door Left Field Productions. De spellen zijn uitgegeven door Activision.
De speler neemt deel aan de World Series of Poker en speelt de events om zo hoog mogelijk te eindigen. In het spel zitten allerlei pokervarianten waaronder Omaha High, Razz, 7 card stud en Texas Hold 'em.
In het spel zijn bekende pokerspelers Scotty Nguyen, Phil Hellmuth, Chris Ferguson en Johnny Chan te herkennen.

## Ontvangst
| Beoordeeld door      | Platform      | Datum            | Score |
| -------------------- | ------------- | ---------------- | ----- |
| Game Chronicles      | PlayStation 2 | 15 oktober 2007  | 88%   |
| PGNx Media           | Xbox 360      | 15 oktober 2007  | 85%   |
| IGN                  | PlayStation 3 | 12 oktober 2007  | 79%   |
| Gamesmania           | PlayStation 3 | 19 december 2007 | 79%   |
| IGN                  | PlayStation 2 | 12 oktober 2007  | 79%   |
| IGN                  | PSP           | 14 november 2007 | 76%   |
| Game Chronicles      | Xbox 360      | 8 december 2007  | 62%   |
| Jeuxvideo.com        | PlayStation 3 | 18 januari 2008  | 55%   |
| Computer Bild Spiele | PlayStation 2 | 2 januari 2008   | 55%   |
| Jeuxvideo.com        | Windows       | 8 januari 2008   | 4%    |